# Elea-Mariama Diarra
Elea-Mariama Diarra (née le 8 mars 1990 à Lyon 8e) est une athlète française, spécialiste du 400 mètres, licenciée au Décines Meyzieu Athlétisme.

## Biographie
Elle remporte le titre national du 400 mètres à l'occasion des Championnats de France 2011 d'Albi dans le temps de 53 s 01, devant Marie Gayot et Muriel Hurtis. Fin juillet à Ostrava, elle prend la troisième place du relais 4 × 400 mètres des Championnats d'Europe espoirs aux côtés de ses coéquipières de l'équipe de France.
Elea-Mariama Diarra a financé une partie de sa préparation pour les Jeux Olympiques de Rio 2016 grâce à une campagne de financement participatif lancée, en partenariat avec Powerade, sur la plateforme de financement participatif sportif Sponsorise.Me.
Le 10 juillet 2016, Diarra remporte la médaille d'argent des Championnats d'Europe d'Amsterdam grâce à sa participation aux séries.
Le 16 juillet 2017,  Elea-Mariama Diarra remporte le titre de championne de France 2017 du 400 m avec un record personnel de 51 s 92.
Lors des championnats d'Europe d'athlétisme disputés à Berlin en août 2018, l'athlète rhodanienne participe à la finale du relais 4 x 400 m : elle décroche la médaille d'argent de la discipline, avec ses partenaires Déborah Sananes, Agnès Raharolahy et Floria Gueï, derrière l'équipe de la Pologne.
Elle met un terme à sa carrière en 2020.

## Palmarès

### International
| Date | Compétition                       | Lieu        | Résultat | Épreuve       |
| ---- | --------------------------------- | ----------- | -------- | ------------- |
| 2009 | Championnats d'Europe juniors     | Novi Sad    | 3e       | 4 × 400 m     |
| 2011 | Championnats d'Europe espoirs     | Ostrava     | 3e       | 4 × 400 m     |
| 2012 | Championnats d'Europe             | Helsinki    | 2e       | 4 × 400 m     |
| 2014 | Championnats d'Europe par équipes | Brunswick   | 3e       | 4 × 400 m     |
| 2015 | Championnats d'Europe en salle    | Prague      | 1re      | 4 × 400 m     |
| 2015 | Relais mondiaux de l'IAAF         | Nassau      | 4e       | 4 × 400 m     |
| 2015 | Relais mondiaux de l'IAAF         | Nassau      | 6e       | Relais medley |
| 2015 | Championnats d'Europe par équipes | Tcheboksary | 2e       | 4 x 400 m     |
| 2016 | Championnats d'Europe             | Amsterdam   | 2e       | 4 x 400 m     |
| 2017 | Championnats d'Europe par équipes | Lille       | 5e       | 4 x 400 m     |
| 2017 | Championnats du monde             | Londres     | 4e       | 4 x 400 m     |
| 2018 | Jeux méditerranéens               | Tarragone   | 6e       | 400 m         |
| 2018 | Jeux méditerranéens               | Tarragone   | 2e       | 4 x 400 m     |
| 2018 | Coupe du monde                    | Londres     | 3e       | 4 x 400 m     |
| 2018 | Championnats d'Europe             | Berlin      | 2e       | 4 x 400 m     |

### National
- Championnats de France d'athlétisme
  - vainqueur du 400 m en 2011 et 2017

## Records
| Épreuve       | Performance | Lieu      | Date            |
| ------------- | ----------- | --------- | --------------- |
| 400 m         | 51 s 92     | Marseille | 16 juillet 2017 |
| 400m en salle | 54 s 02     | Eaubonne  | 14 février 2015 |